# Oleksandr Bojtschenko (Schriftsteller, 1903)

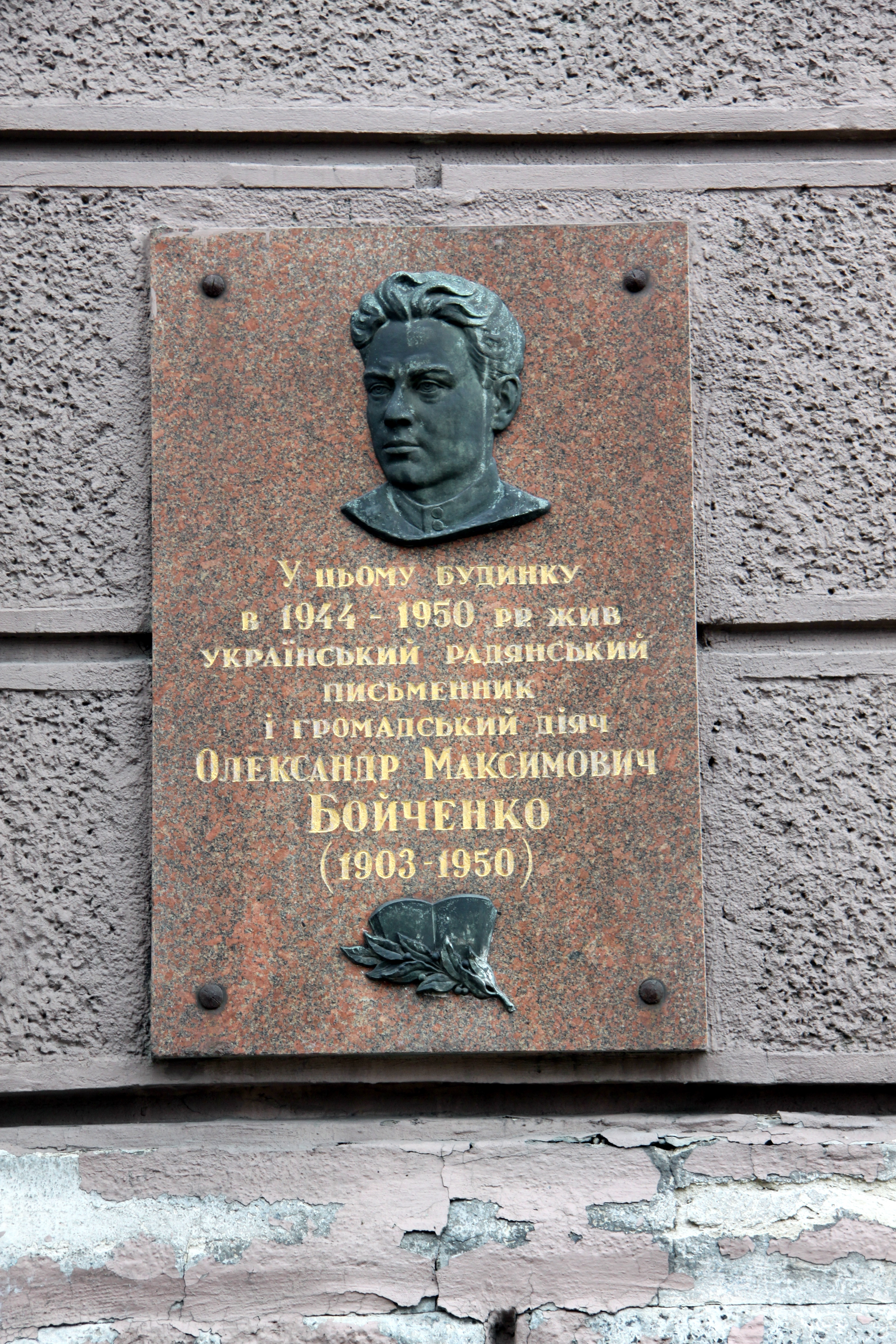
Gedenktafel an seinem Wohnhaus in Kiew

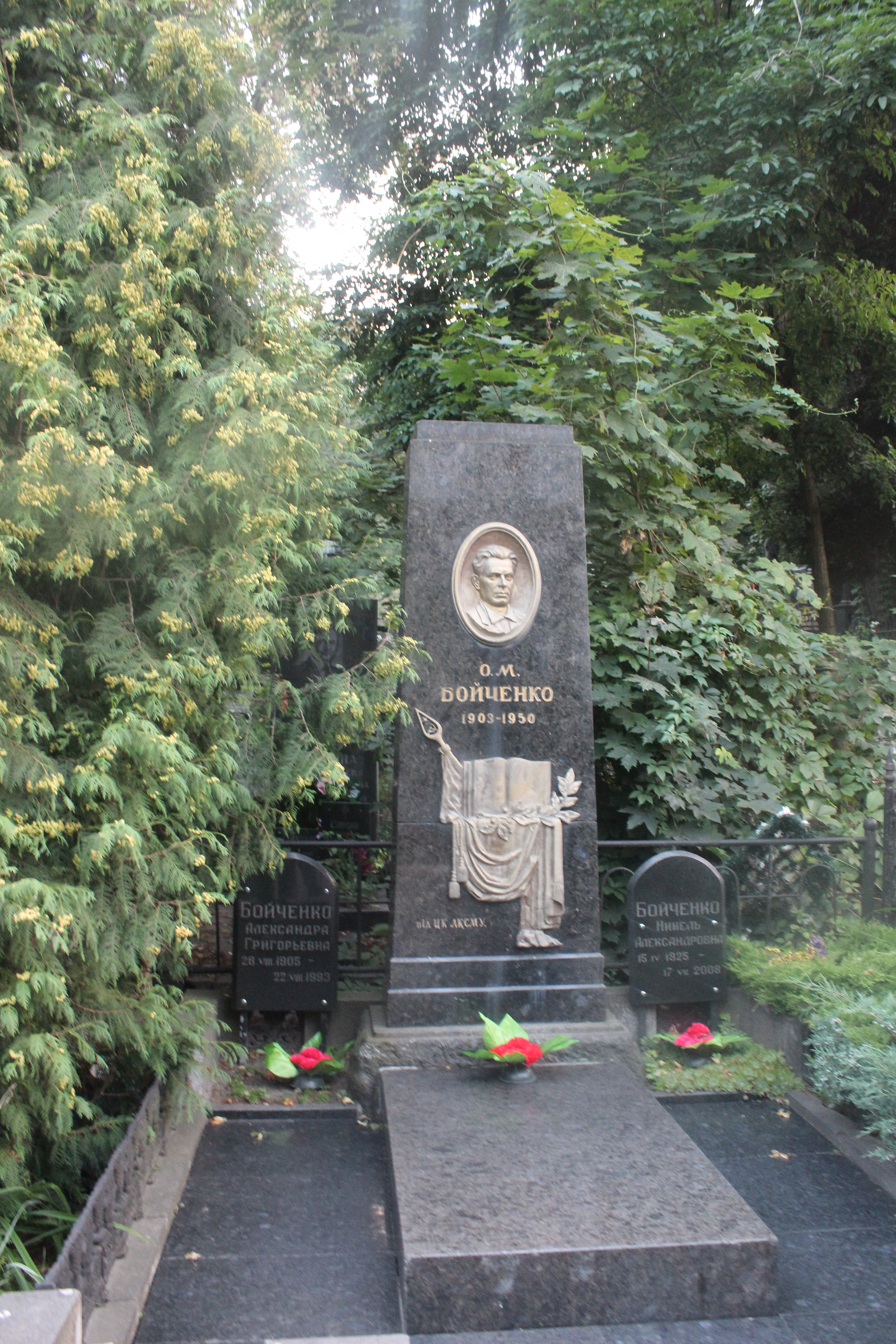
Grab von Oleksandr Bojtschenko auf dem Baikowe-Friedhof

Oleksandr Maksymowytsch Bojtschenko (ukrainisch Олександр Максимович Бойченко; * 9. Novemberjul. / 22. November 1903greg. in Kiew, Gouvernement Kiew, Russisches Kaiserreich; † 30. Mai 1950 in Kiew, Ukrainische SSR) war ein ukrainisch-sowjetischer Schriftsteller und Politiker.

## Leben
Oleksandr Bojtschenko wurde 1903 in eine Eisenbahnarbeiter-Familie hineingeboren. 1923 wurde er Parteimitglied der KPdSU und ab Mai 1932 war er Generalsekretär des Zentralkomitees des Komsomol der Ukraine.
Ab 1933 zwang in die Krankheit Ankylose, die sich in einer Verknöcherung seiner Gelenke bemerkbar macht, ans Bett und er wurde schriftstellerisch tätig. Im Frühjahr 1941 schloss er sein erstes Buch "Jugend" ab. Er schrieb in russischer und ukrainischer Sprache und war Mitglied der Union der Schriftsteller der Ukrainischen SSR. Die Trilogie „Jugend“ zählte zu den bekanntesten Geschichten seiner Zeit und wurde 1955 in deutscher Übersetzung veröffentlicht.
Er starb 46-jährig in Kiew und wurde auf dem Baikowe-Friedhof bestattet.

## Ehrungen
- 1944 Orden des Roten Banners der Arbeit[4]
- Ehrenzeichen der Sowjetunion[4]